# Міністерство пропаганди та громадської просвіти
52°30′47″ пн. ш. 13°23′04″ сх. д. / 52.512924° пн. ш. 13.384529° сх. д.

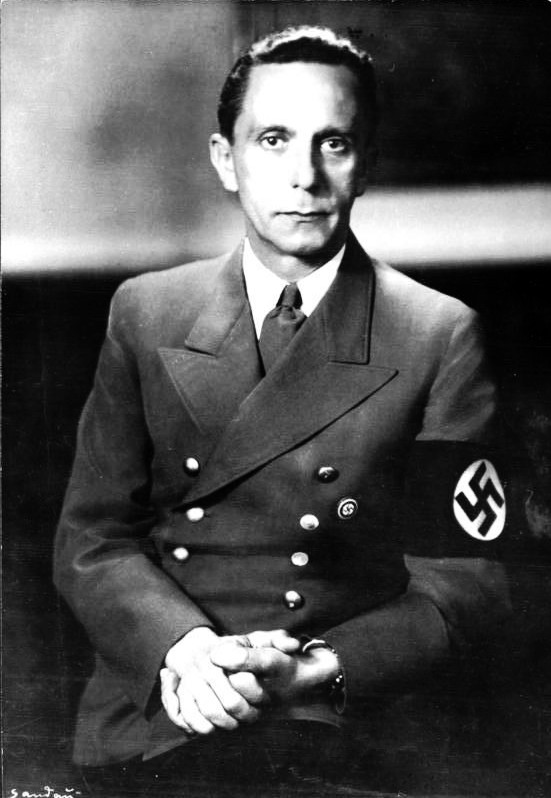
Міністр пропаганди Йозеф Геббельс

Міністерство пропаганди та громадської просвіти Третього Райху (нім. Reichsministerium für Volksaufklärung und Propaganda, RMVP або Propagandaministerium), Міністерство пропаганди — державна установа Веймарської Республіки, і пізніше Третього Райху, для реалізації нацистських ідей.

## Історія
Міністерство було створено 14 березня 1933 р., через кілька місяців після приходу нацистів до влади, на чолі із Йозефом Геббельсом. Сам Геббельс першопочатково виступав проти терміна «пропаганда», визнаючи, що в популярному вжитку слово має асоціацію із брехнею. Навіть коли міністерство вже проіснувало рік, він запропонував змінити назву на «Міністерство культури та громадської просвіти», але А. Гітлер відхилив цю пропозицію.
Геббельс був відповідальний за контроль над ЗМІ та культурою Веймарської Республіки та Нацистської Німеччини.
Міністерство проіснувало аж до 1945 р., коли Друга Світова війна була завершена.

## Пропаганда
Слід зазначити, що влада Й. Геббельса була далека від абсолютної — попри заснування міністерства, яке він очолював, в Німеччині продовжували існувати інші структури, які займалися питанням пропаганди і контролювалися іншими впливовими постатями того часу, а саме райхміністром східних окупованих територій Альфредом Розенбергом, президентом Райхстагу Германом Герінгом і безпосередньо самим керівником держави Адольфом Гітлером. Тим не менш, Геббельс мав значний вплив на формування культури тогочасної Німеччини — під його юрисдикцію підпадали кіно, театр, радіо і преса, що давало йому можливість контролювати та вирішувати що люди читають, бачать, слухають та думають.

## Структура
Міністерство пропаганди та громадської просвіти поділялося на 7 департаментів:
1. Дивізія I (адміністративно-правова)
2. Дивізія II (масові мітинги; охорона здоров'я; молодь)
3. Дивізія III (радіомовлення)
4. Дивізія IV (національна та зарубіжна преса)
5. Дивізія V (кінофільми та їх цензурування)
6. Дивізія VI (мистецтво, музика, театр)
7. Дивізія VII (захист від контрпропаганди: як зовнішньої, так і внутрішньої)

## Список міністрів
| № | Портрет | Міністр пропаганди         | Здобув посаду      | Покинув посаду    | Партія | Кабінет  |
| - | ------- | -------------------------- | ------------------ | ----------------- | ------ | -------- |
| 1 |         | Йозеф Геббельс (1897—1945) | 14 березня 1933 р. | 30 квітня 1945 р. | НСДАП  | Гітлер   |
| 2 |         | Вернер Науманн (1909—1982) | 30 квітня 1945 р.  | 2 травня 1945 р.  | НСДАП  | Геббельс |